# Pterolophia perakana
Pterolophia perakana är en skalbaggsart som beskrevs av Stefan von Breuning 1968. Pterolophia perakana ingår i släktet Pterolophia och familjen långhorningar. Inga underarter finns listade i Catalogue of Life.